# خط ۱ متروی اینچئون
خط ۱ متروی اینچئون (انگلیسی: Incheon Subway Line 1) یکی از دو خط متروی اینچئون است.
این خط که در سال ۱۹۹۹ تأسیس شده دارای ۲۹ ایستگاه و ۲۹٫۴ کیلومتر طول است.

## نگارخانه

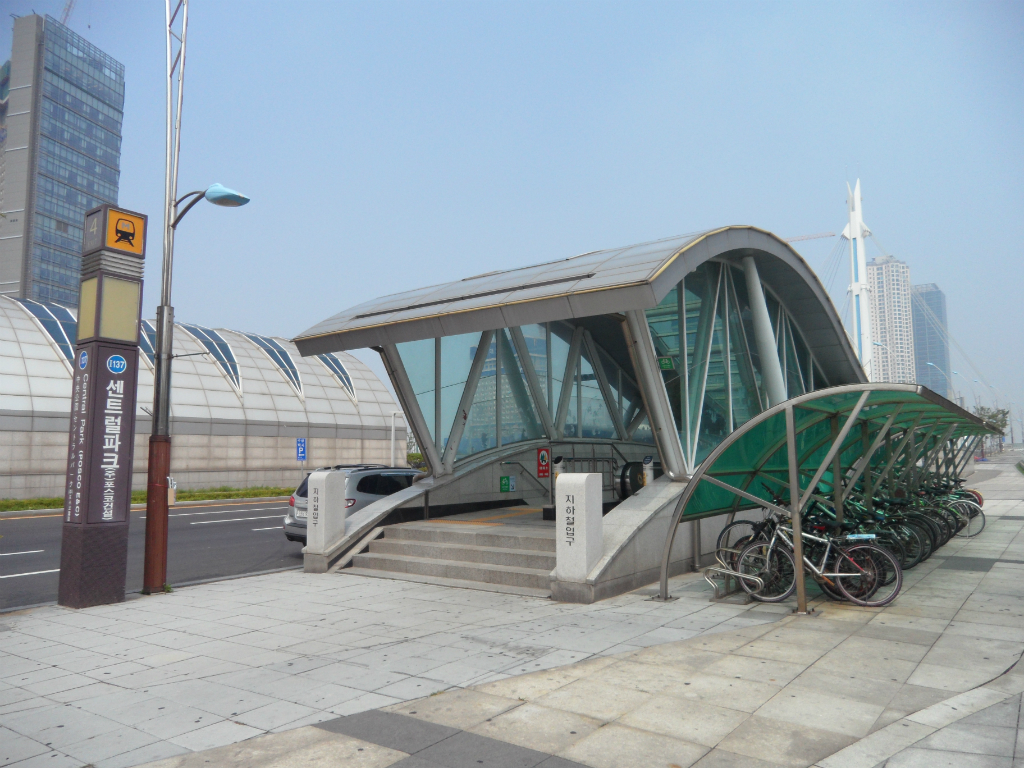
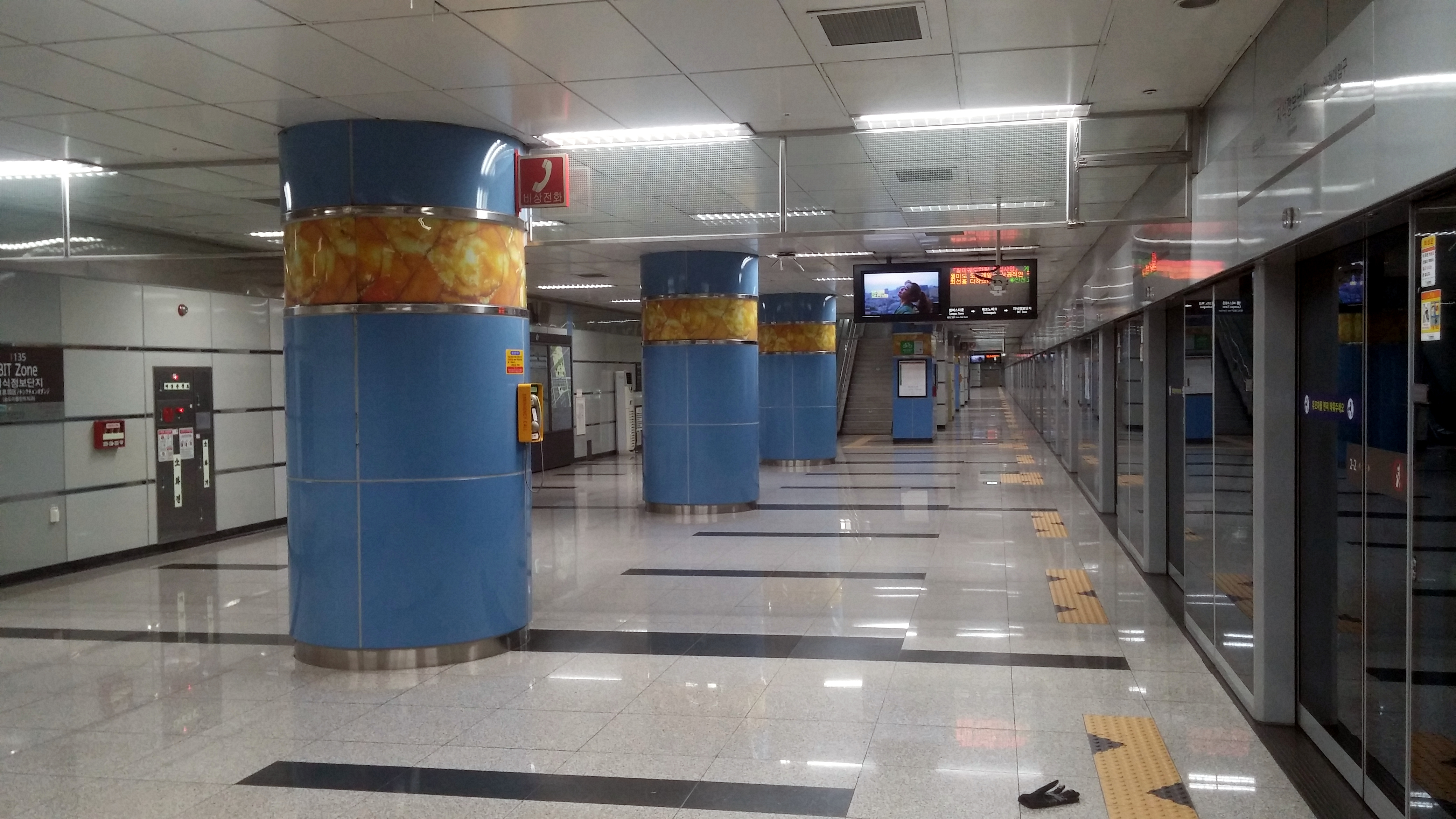
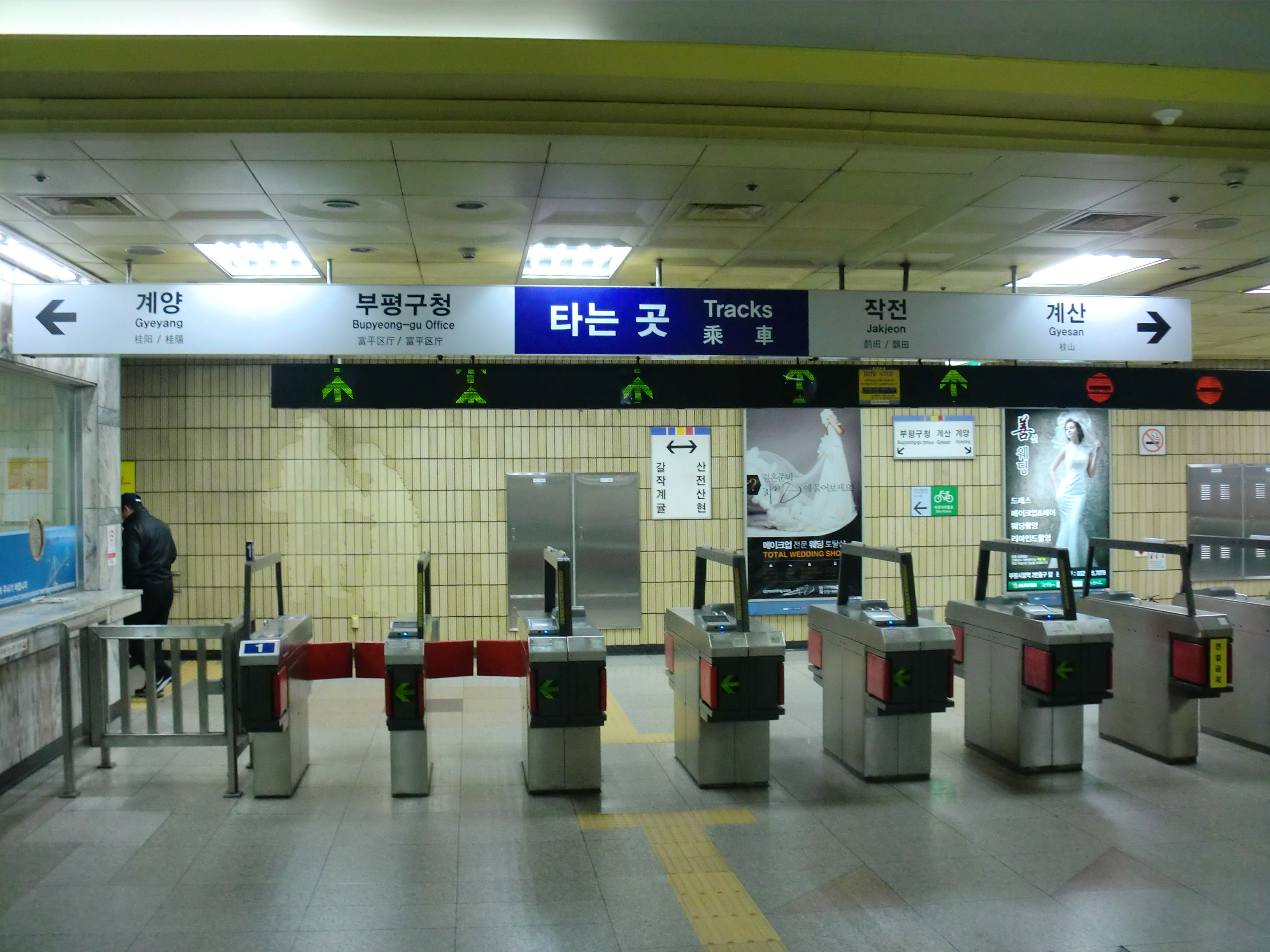
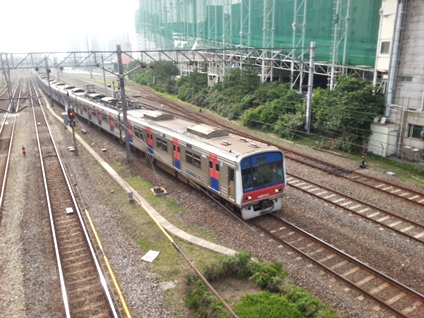